# عائشة (رواية)
عائشة رواية تونسية ألفها الكاتب التونسي البشير بن سلامة تم نشر أول نسخة سنة 1982 و طبعت ثالث مرة سنة 1982 و 1983 و 1986, وقع اختيارها كواحدة من ضمن أفضل مائة رواية عربية.

## تقديم الكتاب
عائشة رواية تحكي قصة فتاة عاشت في خظم من الأحداث القاهرة تتقاذفها أمواج مجتمع متقلب مهزوم، أضاع فيه أفراده وراحوا يعبرون هذه الحياة تجرفهم عواصف لا طاقة لهم بها وتحركهم نوازع لا قدرة لهم على السيطرة عليها.